# Expedició a la Xina (1404-1405)
L'expedició a la Xina de Tamerlà fou la darrera expedició del conqueridor iniciada el 1404, que no va ser culminada, ja que va morir de camí (1405).

## Soertida de l'exèrcit (1404)
L'exercit preparat i passada la revista, Tamerlà va sortir de Samarcanda el 6 de desembre de 1404, en mig d'un fred intens. Timur portava amb ell al príncep xinès mongol Tayzi Aglan, qui segurament hauria estat nou governant de la Xina en cas d'èxit i justificava la legitimitat del acte com a genguiskànida a més de com a musulmà. Tenia permis per creuar Mogolistan del kan d'aquest país
Es va concedir a Khalil Sultan, el net de vint anys de Tamerlà, el comandament de l'ala dreta. Un altre net, Sultan Husayn, havia de dirigir l'ala esquerra. A continuació va venir la qüestió crítica de proveir l'exèrcit. Es va ordenar als tovachis que proporcionessin a cada cavaller prou subministraments –equipament i menjar– per a deu homes. A cada soldat també se li donaven dues vaques de munyir i deu cabres; això a mes a mes dels milers de camells que proporcionaven llet i, en darrer extrem, carn. Durant la marxa, es van carregar diversos milers de carros de gra. Els supervivents podrien disposar de la collita en el seu viatge de tornada a Samarcanda. Les preparacions per al cultiu de la terra al llarg de les marques orientals de Timur i la construcció de fortaleses i fortificacions havien començat seriosament molt abans. El mateix emperador, massa feble ara per conduir llargues hores a la cadira, realitzaria el viatge en una llitera, seguit d'una autèntica caravana d'equipatge personal de cinc-cents carros. Khalil Sultan fou el primer a avançar i va arribar a Taixkent. Sultan Husayn va seguir, arribant a Yasi. Timur es va dirigir a Ashqulat, va pernoctar a Karabulak, i quan va arribar va atendre una sèrie de qüestions familiars.

## L'amor de Khalil Sultan (1404)
El seu net, Khalil Sultan, comandant de l'ala dreta, havia horroritzat a la família imperial en casar-se amb Xadi Mulk, una concubina que pertanyia a l'harem del desaparegut amir Hajji Saif ad-din Nukuz. Khalil Sultan havia deixat abans embarassada a la seva dona Jehan Sultan (filla del príncep Ali, al seu torn fill de la germana de Timur) la qual va denunciar a Timur la relació. Timur, furiós, havia ordenat la compareixença de la dona, però Khalil Sultan s'havia resistit al comandament del seu avi i l'havia amagat al·legant que no compareixia perquè no la trobava. Quan finalment la van trobar, va ser condemnada a mort. Si no hagués estat per la intervenció d'un un altre net, Pir Muhammad ibn Jahangir, la concubina esdevinguda princesa hauria estat executada ràpidament.
Quan Timur va arribar a Aqsulat, va descobrir que Khalil Sultan l'havia desafiat al negar-se a entregar-la. Furiós va ordenar per segona vegada l'execució. Però ara l'emperadriu Sarai Mulk Khanum va intercedir en nom de la dona, emocionada per la pena del príncep que ella havia ajudat a criar. Els dos veterans amirs, Xaikh Nur al-Din i Xah Malik, van ser persuadits per informar a Timur que Shadi Mulk estava embarassada d'un fill de Khalil Sultan. Això va funcionar. L'execució es va cancel·lar. Xadi Mulk es va confiar a l'atenció d'una altra de les reines de Timur, Bayan Agha, durant la seva gestació i després d'haver donat a llum, Xadi Mulk seria entregada a un dels esclaus negres eunucs, el principal deure del qual seria assegurar-se que Khalil Sultan no li tornés a posar els ulls al damunt.
Amb la qüestió resolta, la marxa a l'est es va reprendre. La turbulència de les relacions dins de la família imperial es va esvair de la memòria quan les tempestes salvatges van assotar les estepes. Per protegir els seus homes del fred, Timur els havia proporcionat túniques pesades i tendes amb folre més càlid, però tot i així el calfred va ser increïble. El sol no es deixava veure i les pluges i la neu no paraven. De dia ballaven a la cadira per mantenir-se calents, agafant-se als cavalls tot el que podien, tractant d'absorbir el màxim de calor del cos dels animals. A la nit, a mesura que les temperatures anaven caient s'embolicaven en mantes de llana bruta, i es reunien davant unes fogueres que consumien ràpidament el poc combustibles que se’ls hi havia posat.

## Arribada al Sir Darya (1405)
Sultan Husayn fou el primer a arribar a Yasi i Sabran. Timur va acampar a Uzun Ata, després a Yoskajai Shaikh, després a Sutkent, seguidament a Komarsha Ata, després a Sultan Shaikh i finalment a la vila de Zernuk, proper al Sir Darya (Sihun), el quan van trobar congelat, com tots els altres rius (mes petits) que havien passat, i el van creuar pel gel acampant a l'altre costat. Yazdi diu que era un problema trobar aigua per beure i que van haver d'excavar entre metre i metre i mig per trobar-ne; els dits es gelaven i sagnaven però el fred impedia sentir dolor. A la zona del Sir Darya Timur va donar l'ordre d'aturar-se fins al començament de la primavera.

## Arribada a Otrar (1405)
En mig de les tempestes de neu, va continuar el tossut progrés de l'exèrcit. Timur estava desafiant la natura, va escriure Ibn Arabshah, refusant-se de retrocedir davant del seu atac sense pietat. L'hivern amb les seves violentes tempestes, els seus remolins esquitxant calamarsa, descarregaven contra ells amb tota la força el fred. "Va ser un duel personal, va dir Arabshah, i tan decidit a guanyar-la estava Tamerlà que ignorava els patiments dels seus soldats; va costar que ordenés aturar-se. Les baixes van ser considerables. Quan es va aixecar el campament a la vora del Sihun, es van dirigir a Otrar on van arribar el 23 de gener de 1405 i finalment allí es van parar.
Tamerlà es va allotjar a un palau on hi va haver un petit incendi ràpidament controlat però que va torbar a la cort. Timur va enviar a l'amir Musa Rekmale a inspeccionar si es podia anar més enllà de Otrar, passant un pont, però de la inspecció va resultar impossible; tampoc per Sayram i la muntanya de Kulan es podia passar perquè la neu tenia més de dos piques. Just llavors va arribar a Otrar l'ambaixador de Toktamix Kara Khoja. Timur va decidir que li donaria una recepció magnifica per fer veure al seu rival el seu poder: va situar diversos prínceps genguiskànides a la seva dreta: Taizi Aghlan de la branca ogodeïda; Bakhtemur Aghlan i Ghika Aghlan de la branca Tuluïda; a la seva esquerra estaven els prínceps Ulugh Beg, Ibrahim Sultan i Adigel. Els amirs Birdi Beg, el seu germà Xaikh Nur al-Din, Khoja Yusef i Xah Malik van conduir a l'ambaixador. Toktamix demanava perdó i tornar a la gràcia de Timur com a lleial servidor al que prometia servir per sempre; Timur va assegurar a l'ambaixador que a la tornada de la Xina, tornaria al Quiptxaq i l'entregaria a Toktamix. Va oferir alguns regals a l'ambaixador per entregar a Toktamix i va deixar marxar a Kara Khoja.